# Академическая гребля на летних Олимпийских играх 1928 — двойки
Соревнования среди двоек распашных без рулевого по академической гребле среди мужчин на летних Олимпийских играх 1928 года прошли с 3 по 10 августа в деревне Слотен, которая расположена в 6 км к западу от центра Амстердама. В соревновании приняли участие 16 спортсменов из 8 стран. Действующие олимпийские чемпионы из Нидерландов Антони Бейнен и Вильгельм Рёзинг не защищали свой титул. Рёзинг после Игр в Париже завершил спортивную карьеру, а Бейнен был включён в состав сборной Нидерландов для участия в Играх, но выступал в соревнованиях восьмёрок.
Олимпийскими чемпионами 1928 года стали немецкие гребцы Курт Мёштер и Бруно Мюллер, опередившие в финальном заезде британцев Теренса О’Брайена и Роберта Нисбета. В поединке за бронзовую медаль американцы Пол Макдауэлл и Джон Шмитт выиграли 4 секунды у итальянцев Ромео Систи и Нино Больцони.
Все призёры соревнований были дебютантами Олимпийских играх. Также Игры в Амстердаме остались для каждого из них единственными в карьере.

## Призёры
| Золото                                | Серебро                                          | Бронза                           |
| Германия · Курт Мёштер · Бруно Мюллер | Великобритания · Теренс О’Брайен · Роберт Нисбет | США · Пол Макдауэлл · Джон Шмитт |

## Рекорды
До начала летних Олимпийских игр 1928 года лучшее олимпийское время было следующим:
| Лучшее олимпийское время | Спортсмены                                    | Время  | Место | Дата         |
| ------------------------ | --------------------------------------------- | ------ | ----- | ------------ |
| Лучшее олимпийское время | Нидерланды · Антони Бейнен · Вильгельм Рёзинг | 7:08,2 | Париж | 17 июля 1924 |

По ходу соревнований лучшее олимпийское время улучшалось несколько раз. Трижды это удавалось сделать немецким гребцам Курту Мёштеру и Бруно Мюллеру. Время, показанное немецкими спортсменами в финале 7:06,4 оставалось лучшим до Игр 1960 года.

## Расписание
| Дата       | Раунд             |
| ---------- | ----------------- |
| 3 августа  | Первый раунд      |
| 4 августа  | Отборочные заезды |
| 6 августа  | Второй раунд      |
| 7 августа  | Отборочные заезды |
| 8 августа  | Полуфинал         |
| 10 августа | Финал             |

## Результаты

### Первый раунд
Победители каждого заезда проходили во второй раунд соревнований. Все остальные сборные попадали в отборочный заезд.
Заезд 1
| Место | Спортсмены                | Страна   | Время     | Отставание | Примечания |
| ----- | ------------------------- | -------- | --------- | ---------- | ---------- |
| 1     | Курт Мёштер Бруно Мюллер  | Германия | 8:14,2 OB | +0,0       | Q          |
| 2     | Андре Пактат Робер Жельпа | Франция  | 8:31,0    | +16,8      | R1         |

Заезд 2
| Место | Спортсмены                                  | Страна  | Время     | Отставание | Примечания |
| ----- | ------------------------------------------- | ------- | --------- | ---------- | ---------- |
| 1     | Пол Макдауэлл Джон Шмитт                    | США     | 8:06,4 OB | +0,0       | Q          |
| 2     | Филипп ван Волькссом Карлос ван ден Дриссхе | Бельгия | 8:15,0    | +8,6       | R1         |

Заезд 3
| Место | Спортсмены                    | Страна         | Время     | Отставание | Примечания |
| ----- | ----------------------------- | -------------- | --------- | ---------- | ---------- |
| 1     | Теренс О’Брайен Роберт Нисбет | Великобритания | 7:56,2 OB | +0,0       | Q          |
| 2     | Алоис Райнхард Вилли Мюллер   | Швейцария      | 7:58,4    | +2,2       | R1         |

Заезд 4
| Место | Спортсмены                         | Страна     | Время  | Отставание | Примечания |
| ----- | ---------------------------------- | ---------- | ------ | ---------- | ---------- |
| 1     | Ромео Систи Нино Больцони          | Италия     | 8:12,2 | +0,0       | Q          |
| 2     | Карел ван Ванкум Хейн ван Сёйлеком | Нидерланды | 8:30,0 | +17,8      | R1         |

### Отборочный этап
Победители каждого заезда проходили во второй раунд соревнований. Все остальные спортсмены выбывали из соревнований.
Заезд 1
| Место | Спортсмены                  | Страна    | Время  | Отставание | Примечания |
| ----- | --------------------------- | --------- | ------ | ---------- | ---------- |
| 1     | Алоис Райнхард Вилли Мюллер | Швейцария | 8:17,8 | +0,0       | Q          |
| 2     | Андре Пактат Робер Жельпа   | Франция   | 9:01,8 | +44,0      |            |

Заезд 2
| Место | Спортсмены                                  | Страна     | Время  | Отставание | Примечания |
| ----- | ------------------------------------------- | ---------- | ------ | ---------- | ---------- |
| 1     | Карел ван Ванкум Хейн ван Сёйлеком          | Нидерланды | 8:18,4 | +0,0       | Q          |
| 2     | Филипп ван Волькссом Карлос ван ден Дриссхе | Бельгия    | 8:36,4 | +18,0      |            |

### Второй раунд
Победители каждого заезда проходили в полуфинал соревнований. Сборные, для которых поражение становилось вторым на турнире, выбывали из соревнований, а остальные гребцы попадали в отборочный заезд.
Заезд 1
| Место | Спортсмены                  | Страна    | Время     | Отставание | Примечания |
| ----- | --------------------------- | --------- | --------- | ---------- | ---------- |
| 1     | Ромео Систи Нино Больцони   | Италия    | 7:21,4 OB | +0,0       | SF         |
| 2     | Алоис Райнхард Вилли Мюллер | Швейцария | 7:29,2    | +7,8       |            |

Заезд 2
| Место | Спортсмены                    | Страна         | Время     | Отставание | Примечания |
| ----- | ----------------------------- | -------------- | --------- | ---------- | ---------- |
| 1     | Пол Макдауэлл Джон Шмитт      | США            | 7:12,0 OB | +0,0       | SF         |
| 2     | Теренс О’Брайен Роберт Нисбет | Великобритания | 7:14,2    | +2,2       | R2         |

Заезд 3
| Место | Спортсмены                         | Страна     | Время  | Отставание | Примечания |
| ----- | ---------------------------------- | ---------- | ------ | ---------- | ---------- |
| 1     | Курт Мёштер Бруно Мюллер           | Германия   | 7:19,4 | +0,0       | SF         |
| 2     | Карел ван Ванкум Хейн ван Сёйлеком | Нидерланды | 7:30,2 | +10,8      |            |

### Второй отборочный этап
Поскольку сборная Великобритания осталась единственной сборной, имевшей возможность выступить в отборочном заезде, то она автоматически квалифицировалась в полуфинал соревнований.

### Полуфинал
Заезд 1
| Место | Спортсмены               | Страна   | Время     | Отставание | Примечания |
| ----- | ------------------------ | -------- | --------- | ---------- | ---------- |
| 1     | Курт Мёштер Бруно Мюллер | Германия | 7:08,2 OB | +0,0       | F          |
| 2     | Пол Макдауэлл Джон Шмитт | США      | 7:15,6    | +7,4       | QB         |

Заезд 2
| Место | Спортсмены                    | Страна         | Время  | Отставание | Примечания |
| ----- | ----------------------------- | -------------- | ------ | ---------- | ---------- |
| 1     | Теренс О’Брайен Роберт Нисбет | Великобритания | 7:08,6 | +0,0       | F          |
| 2     | Ромео Систи Нино Больцони     | Италия         | 7:16,8 | +8,2       | QB         |

### Заезд за 3-е место
| Место | Спортсмены                | Страна | Время  | Отставание |
| ----- | ------------------------- | ------ | ------ | ---------- |
| 1     | Пол Макдауэлл Джон Шмитт  | США    | 7:20,4 | +0,0       |
| 2     | Ромео Систи Нино Больцони | Италия | 7:24,4 | +4,0       |

### Финал
В финале соревнований встретились немецкие гребцы Курт Мёштер и Бруно Мюллер, а также британцы Теренс О’Брайен и Роберт Нисбет, считавшиеся одними из основных претендентов на победу, поскольку в 1927 году стали победителями Серебряного кубка, проходящего в рамках королевской регаты Хенли. Решающий заезд прошёл в упорной борьбе и закончился с небольшим преимуществом гребцов из Германии, установивших в очередной раз по ходу Игр новое лучшее олимпийское время.
| Место | Спортсмены                    | Страна         | Время     | Отставание |
| ----- | ----------------------------- | -------------- | --------- | ---------- |
| 1     | Курт Мёштер Бруно Мюллер      | Германия       | 7:06,4 OB | +0,0       |
| 2     | Теренс О’Брайен Роберт Нисбет | Великобритания | 7:08,8    | +2,4       |